# Дилема Холдейна
Дилема Голдейна — невідповідність реальної швидкості видоутворення і очікуваної відповідно до популяційно-генетичної моделі. Ця проблема була описана Джоном Голдейном в 1957 р. у статті «Ціна природного відбору» в науковому виданні «Journal of Genetics», а пізніше інтерпретована його послідовниками. Креаціоністи вважають дилему Голдейна невирішеною і апелюють до неї, вважаючи її одним з доказів помилковості теорії біологічної еволюції.

## Завдання та висновки роботи Голдейна
Голдейн розраховував математичне співвідношення між інтенсивністю відбору, швидкістю заміщення одних алелів в популяції іншими, більш пристосованими, і ціни (в частці особин, які загинули через генетично знижену пристосованість), яку популяція платить за це заміщення. За його розрахунками і допущеннями, час, необхідний для видоутворення, виявився порівнюваним або більшим відносно реально спостережуваного (тобто — по палеонтологічних даних). Розрахунки Голдейна являють собою першу широко відому спробу оцінити темпи еволюції з точки зору генетики популяцій. Розрахунки, зроблені пізніше для оцінки швидкості еволюції (з точки зору популяційної генетики), враховують або ґрунтуються на моделі Голдейна. За цими пізнішими моделями, видоутворення може займати набагато менше часу.
Сам Голдейн не хотів робити гучних висновків зі своїх розрахунків і чекав подальшого розвитку подібного роду моделей. Його робота завершувалася словами: «На закінчення, я хочу сказати, що цілком усвідомлюю — мої висновки, можливо, потребують критичного перегляду. Але я переконаний, що математичні розрахунки подібного роду будуть відігравати вирішальну роль у всіх еволюційних міркуваннях».

## Математична модель Голдейна і вирішення проблеми швидкості еволюції

### Модель Голдейна
Нехай у популяції в початковий момент часу є 2 алелі гену, що нас цікавить: A і a. Алель a переважає, алель A — присутній у невеликій кількості. На популяцію починає діяти відбір проти алелю a. Тоді, щоб компенсувати спад чисельності особин, що відмітаються відбором, особини, які виживають у популяції, повинні мати надлишкову плодючість. За умови, що інтенсивність відбору проти особин, несучих алель a, дорівнює одиниці, заміщення одного алелю в популяції іншим займе всього лише одне покоління, але при вкрай малій частоті алелю A, спад чисельності популяції може бути критичним.
У разі якщо інтенсивність відбору набагато менша одиниці, сумарне число загиблих через знижену пристосованість особин виявляється несподівано великим і становить у загальному випадку, кілька десятків вихідних чисельностей популяції.
На перший погляд, можна очікувати, що число особин, які загинули через знижену пристосованість не може перевищувати чисельність популяції, але це не зовсім так.
Розглянемо наступну спрощену модель (ця модель відсутня у роботі Голдейна, але може допомогти в розумінні моделі).
Нехай є популяція гаплоїдних організмів, чисельністю 10 000 особин. 10% з них несе більш пристосований алель A, 90% — алель a. Проти алелю a діє відбір з інтенсивністю 0,1. Тоді у 1-му поколінні після відбору в популяції буде присутня 1000 особин з аллелем A і 8100 особин з алелем a (11% і 89% відповідно). Так як популяція прагне зберегти свою вихідну чисельність, то в наступному поколінні (до відбору) чисельність особин складе 10 000 особин з пропорційним (до кінця 10-го покоління) розподілом по генотипових класах 1100 A і 8900 a.
Таким чином, у даній моделі при інтенсивності відбору 0,1 проти алелю a зміна частот алелів за 1-е покоління склала всього 1%, а число особин, загиблих через знижену пристосованість, склало 9%. Очевидно, що повна заміна алельного складу в ряді поколінь потребує числа генетично зумовлених смертей більшого, ніж чисельність популяції.
Голдейн врахував варіанти відбору для гаплоїдних і диплоїдних організмів, розглянув варіанти при інбридинзі і для генів, розташованих у статевих хромосомах.
У загальному випадку, число особин, загиблих через знижену пристосованість, визначається величиною
D = — ln p0
где p0 — вихідна частота сприятливого алелю.
D — міра, яка вказує на те, у скільки разів генетично зумовлена смертність в популяції вище її реальної чисельності.
За формулою, число генетично зумовлених смертей не залежить від інтенсивності відбору, але пов'язане з вихідною частотою сприятливого алелю.
Час, необхідний на заміщення одного алелю іншим, тим не менш, з відбором пов'язаний:
T = D/s
де T — час, виражений у поколіннях, s — інтенсивність відбору.
У наступних роботах, що розглядають існування малопристосованих особин в популяціях як прояв генетичного вантажу, генетичний вантаж, пов'язаний з рушійним добором отримав назву перехідного, або вантажу заміщення, L i.
Li = D.

### Протиріччя між темпами еволюції і розрахованими швидкостями замін алелів у популяціях
Якщо добір сприяє одиничному мутанту, то вихідна частота позитивно відбираємого алелю мала. Голдейн прийняв як вихідну частоту алелю 10−5 . У цьому випадку, вантаж заміщення по одному алелю великий і складає в середньому 30, що еквівалентно великому числу генетично зумовлених смертей. При залученні у відбір більш ніж одного гена, ціна заміщення (за умови рівних коефіцієнтів відбору по розглянутих генах) пропорційно зростає і може призвести до загрозливого зменшення чисельності популяції.
У Алтухова Ю. П. наводиться оцінка, що відповідно до моделі Голдейна, одночасно не може йти рушійний відбір більш ніж по 12 генам, інакше зниження чисельності виду може загрожувати самому існуванню цього виду
Голдейн вважав, що для видоутворення необхідна заміна алелей по 1000 локусах, що при селективній перевазі по кожному з локусів в 0,1 потрібно буде 300000 поколінь. Розрахунки віку багатьох видів суперечать такій оцінці.

### Спроби вирішення проблеми
За оцінками Ю. П. Алтухова, ефективна чисельність популяції несподівано мала, і становить у середньому кілька сотень особин. Припустимо, що видоутворення пов'язане не з усім вихідним видом, а з окремими крайовими популяціями. Якщо рушійний відбір зачіпає алелі в популяціях з такою невеликою ефективною чисельністю, то вихідна частота сприятливого алелю спочатку буде мати значення не порядку 10−5 — 10−6, а в інтервалі 10−3−10−2. Для малих значень ефективної чисельності популяцій, зміна алельного складу має супроводжуватися меншим генетичним вантажем, завдяки ефектам генетичного дрейфу.
Оцінка в необхідності заміни алельного складу по 1000 генах може бути завищена. Якщо відбір йде по регуляторних генах, то зміни в кожному з таких генів можуть мати різноманітні плейотропні ефекти. Тобто — для одержання істотних відмінностей і формування репродуктивної ізоляції між вихідним видом і дочірньою групою достатні зміни по відносно малому числу генів.
Заміщення алельного складу в популяції може відбуватися без ризику зменшення чисельності цієї популяції, якщо алель-замісник є сприятливим навіть у разі не зниженої пристосованості особин, що несуть нормальний алель.
При такому глобальному процесі, як видоутворення, слід враховувати вплив виду на середовище його перебування. У загальному випадку у міру розростання та еволюційної адаптації виду середовище, в якому він мешкає, змінюється несприятливим для нього чином — знижується й еволюціонує в напрямку зниження доступності (утворення колючок і отруйних речовин у рослин, збільшення швидкості, спритності і засобів активної самооборони у тварин і т. і.) кормова база, виснажуються інші ресурси, розростаються і еволюціонують популяції хижаків і паразитів, зростає конкуренція між особинами цього виду і т. і. Тобто на ранніх етапах видоутворення, коли алелі, що заміщаються, мають малу поширеність (або взагалі відсутні), ризик вимирання популяції все ж невеликий, оскільки умови середовища існування сприятливі (багато доступної їжі, мало хижаків і паразитів), а конкуренція між особинами невелика.
Інтенсивність відбору при цьому буде високою за рахунок високих пристосованості та плодючості носіїв заміщаючих алелів, а не за рахунок низької пристосованості носіїв нормального алелю. У процесі поширення заміщаючих алелів пристосованість і плодючість їх носіїв через зростаючу конкуренцію і зміни середовища проживання будуть поступово знижуватися до нормального рівня.
Випадки заміни менш пристосованих алелів більш пристосованими в умовах зниженого тиску відбору розглядалися Голдейном як можливі, але малоймовірні (у зв'язку з тим, що в загальному випадку, на популяції діє істотний відбір).
Процеси, пов'язані з видоутворенням, мабуть, занадто складні, для того, щоб їх можна було точно описати виходячи з популяційно-генетичних моделей, так як, відповідно до СТЕ, видоутворення — тривалий процес, а реальні природні співтовариства, взаємодії біотичних і абіотичних факторів середовища точно описати і врахувати в популяційно-генетичній моделі видоутворення важко.

## Ресурси Інтернету
- Haldane J.B.S. The Cost of Natural Selection [Архівовано 30 січня 2016 у Wayback Machine.]. — J. Genet. — 1957. — Vol. 55. — P. 511–524.
- Сучасні уявлення і збірка посилань з приводу ділеми Голдейна [Архівовано 3 лютого 2015 у Wayback Machine.] (англ.)

## Виноски
1. 1 2   «To conclude, I am quite aware that my conclusions will probably need drastic revision. But I am convinced that quantitative arguments of the kind here put forward should play a part in all future discussions of evolution.» Haldane J.B.S. The cost of natural selection // J. Genet. — 1957. — Vol. 55. — Р. 511–524
2. 1 2  Алтухов Ю. П. Генетические процессы в популяциях. М.: ИКЦ «Академкнига», 2003. — 431 с.
3. ↑  Robert Williams. Haldane's Dilemma. Архів оригіналу за 23 березня 2012. Процитовано 3 листопада 2008.